# Karenella cohici
Karenella cohici är en kvalsterart som först beskrevs av Balogh och Sandór Mahunka 1966.  Karenella cohici ingår i släktet Karenella och familjen Oppiidae. Inga underarter finns listade i Catalogue of Life.